# 克氏光水蚤
克氏光水蚤（学名：Lucicutia clausii）为光水蚤科光水蚤屬下的一个种。